# Kanton Saint-Mamet-la-Salvetat
Kanton Saint-Mamet-la-Salvetat (fr. Canton de Saint-Mamet-la-Salvetat) je francouzský kanton v departementu Cantal v regionu Auvergne. Tvoří ho 12 obcí.

## Obce kantonu
- Cayrols
- Marcolès
- Omps
- Parlan
- Pers
- Roannes-Saint-Mary
- Le Rouget
- Roumégoux
- Saint-Mamet-la-Salvetat
- Saint-Saury
- La Ségalassière
- Vitrac